# Most kolejowy na małej obwodnicy Krakowa
Most kolejowy na małej obwodnicy Krakowa – most kolejowy w Krakowie na Wiśle, leżący na trasie obwodowej linii kolejowej nr 100 łączącej stację Kraków Mydlniki ze stacją Kraków Bieżanów. Budowę mostu ukończono w 1959 roku, a generalnym wykonawcą robót było Przedsiębiorstwo Robót Kolejowych Nr 15. Małe przęsła mostu stanowią oddzielne pod każdym torem blachownice, natomiast przęsło największe jest kratownicą paraboliczną z jazdą dołem, o rozpiętości 98 m. Most jest dwutorowy.
Obiekt położony jest na linii kolejowej nr 100 posiadającej obecnie charakter głównie towarowy, pozwalającej ominąć dworzec Kraków Główny. W ramach prac na małej obwodnicy na odcinku Kraków Olsza – Kraków Płaszów w 2012 roku most został wyremontowany przez firmy Przedsiębiorstwo Napraw i Utrzymania Infrastruktury Kolejowej w Krakowie oraz Mostostal Kraków S.A. Zakres remontu obejmował:
- wymianę elementów konstrukcji mostu z przebudową nawierzchni chodników,
- czyszczenie konstrukcji mostu z zabezpieczeniem antykorozyjnym,
- wymianę nawierzchni torowej na długości obiektu.

Efektem przeprowadzonych robót było m.in. przywrócenie ruchu po obydwu torach (od 2005 roku jeden z nich był nieużywany z powodu złego stanu zachodniej części mostu).